# Bindusara
Bindusara (c. 320-c. 272 a. C.) fue el hijo y sucesor de Chandragupta y, por tanto, el segundo emperador del Imperio Maurya.

El Imperio mauria en tiempos del emperador Asoka, cuando este ya había anexionado el reino de Kalinga. La ciudad de Indraprasta aparece nombrada como «Indrapastra».

Los griegos lo conocían como Amitrochates o Allitrochades, transliteraciones de dos términos sánscritos: A-mitra Ghata ("destructor de los 'no-amigos’ o enemigos") o A-yata Shatru ("aquel cuyo vencedor todavía no ha nacido") (no debe confundirse con Ajatashatru, hijo de Bimbisara, que gobernó Magadha como parte de la dinastía haryanka  en 491-461 a. C.).
Reinó desde el 298 o el 300 a. C. (con 20 o 22 años de edad) hasta su muerte a los 52 años.

## Vida
Fue el heredero de un gran imperio que comprendía el norte, centro y el este de la India e incluso partes de Afganistán y Beluchistán. Cuando Bindusara llegó al trono (aproximadamente en el 300 a. C.), encauzó su política expansiva a conquistar la India meridional, actual Karnataka. Se le atribuye la gran expansión mauria hacia el sur y por la amplia llanura del Deccan aunque, debido a la escasez de documentación, es difícil precisar hasta qué punto llegó la conquista de Bindusara. Se cree que, después de su muerte, el Imperio mauria poseía casi toda la totalidad de la India, excepto los Estados del sur de los cholas, pandias y cheras y el Estado de Kalinga, situado al este, que más tarde conquistó su hijo ―el futuro emperador Asoka―, que durante el reinado de su padre ocupaba el cargo de virrey de Uyaini.

El Imperio mauria poco después de la muerte de Bindusara, en el 269 a. C.

Durante su reinado, tuvo como ministro a Kautilia Chanakia (ya titular en tiempos de Chandragupta Mauria) que, según las fuentes, conquistó dieciséis ciudades y que sufrió la rebelión de los ciudadanos de Taksila en dos ocasiones. La mala administración de su hijo mayor (Susima) causó la primera revuelta, mientras que se desconoce la causa de la segunda. Las crónicas budistas mencionan estas revueltas y también a la de Takshasila, reprimida por su hijo Asoka, que se debió a la tiranía de los gobernadores de provincia que, al no ser controlados, abusaban de su poder (según los edictos de Asoka).
Bindusara murió en el 272 a. C. o en el 268 a. C (se encuentra documentación sobre ambas fechas) y le sucedió su hijo Asoka el Grande.

### El imperio de Bindusara
Bindusara conquistó dieciséis dominios y extendió el imperio por todo el sur de la India de costa a costa. La única región que mantuvo su independencia fue Kalinga y los drávidas del sur (cholas, pandias y cheras) que mantenían una relación cordial con el Imperio mauria. Sin embargo, no sucedió así con Kalinga, que fue arrasada en tiempos de Asoka.
El emperador mantuvo también buenas relaciones con Siria, Egipto y los helénicos, de quienes recibió embajadas e incluso obsequios.

### Muerte de Bindusara
Bindu-Sara tuvo tres hijos, Susima y Asoka —que fueron nombrados virreyes de Taksila y Uyain— y Vitashoka, que se hizo monje jainista.
Se cree que en el momento de la muerte de Bindusara estalló una guerra de sucesión que probablemente duró cuatro años. Esto se describe según las fuentes budistas, que indican que Asoka, que no era el hijo mayor, salió victorioso de este conflicto. A pesar de esta inestabilidad inicial, el hijo de Bindusara supo continuar con su labor e incluso logró ampliar el territorio del Imperio maurya.